# Cvikov
Cvikov (niem. Zwickau in Böhmen) − miasto w Czechach, w kraju libereckim. Według danych z 31 grudnia 2003 powierzchnia miasta wynosiła 4 503 ha, a liczba jego mieszkańców 4 435 osób.

## Demografia
| Rok             | 1970  | 1980  | 1991  | 2001  | 2003  |
| --------------- | ----- | ----- | ----- | ----- | ----- |
| Liczba ludności | 4 224 | 4 518 | 4 327 | 4 449 | 4 435 |

Źródło: Czeski Urząd Statystyczny